# Anno Domini

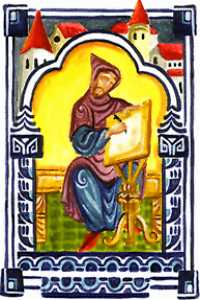
Dionís l'Exigu va inventar l'era Anno Domini per calcular la data de Pasqua

Anno Domini (en llatí, a l'any del Senyor), abreujat AD, és un sufix que s'afegeix a una data i que indica que la xifra antecedent està referenciada a partir de l'any cristià del naixement de Jesucrist (Jesús de Natzaret), considerat l'inici de l'era cristiana.
Aquesta designació s'usa per numerar els anys en el calendari julià i el calendari gregorià. La formulació llatina original Anno Domini Nostri Iesu Christi va ser simplificada posteriorment com Anno Domini. La data havia estat determinada l'any 525 per Dionís l'Exigu en la seva Taula de Pasqües, i fou adoptada a l'Europa occidental durant el segle viii i a l'Orient al segle xvi.
En el català contemporani aquesta expressió ha estat substituïda, ja que per numerar els anys de l'era cristiana s'empra amb més freqüència la seva expressió equivalent «després de Crist» (del grec Χριστός [Khristós, 'l'Ungit'], referit a Jesús) que s'abreuja dC. Per exemple, els anys 1492 AD i 1492 dC representen ambdós l'any que Colom va arribar a Amèrica. També s'accepta la forma d. de C.
Avui dia, l'ús de les abreviatures està limitat a entorns de tipus històric, per a remarcar dates especials o en casos en què podria causar imprecisió el fet de no posar-ho (per exemple, l'any 47, parlant de l'Imperi Romà queda més clar si s'especifica aC o dC), però no es posa per dir "l'aixecament de 1936", etc.

## Utilització com a abreviatura
Cal no confondre-la amb l'abreviació no oficial d'Augustin Pyrame de Candolle. En aquest cas, l'acceptada és DC. (vegeu IPNI).
L'ús tradicional del llatí col·loca l'abreviatura AD abans de l'any, per exemple: AD 2007 (que es llegeix «Anno Domini 2007» i es tradueix 'en l'any del Senyor de 2007'). En el cas en català de «dC» o «d. de C», l'abreviatura es col·loca després de l'any, per exemple 64 dC (es llegeix «64 després de Crist»).
L'abreviatura «d. C.» és incorrecta.

## Càlcul erroni
El papa Hormisdes va encarregar a Dionís l'Exigu l'any 525 l'establiment de l'any de naixement de Jesucrist com any primer de l'era cristiana. Malauradament, Dionís es va equivocar en el càlcul entre quatre i set anys en datar el regnat d'Herodes I el Gran, deduint que Jesús va néixer l'any 753 a.u.c. (Ab urbe condita, o data de fundació de Roma), quan havia d'haver estat el 748 a.u.c.

## Popularització
L'historiador anglosaxó Beda el Venerable, que estava familiaritzat amb l'obra de Dionís l'Exigu, va utilitzar Anno Domini, datant la seva Historia ecclesiastica gentis Anglorum acabada el 731. En aquesta mateixa història també va utilitzar un altre terme llatí, ante vero Incarnationis Dominicae tempus ("el temps abans de l'encarnació veritable del Senyor"), equivalent a l'"abans de Crist", per identificar els anys anteriors al primer any d'aquesta era, establint així la norma de no utilitzar un any zero, tot i utilitzar el zero en el seu còmput. Tant Dionís com Beda van considerar Anno Domini a partir de l'encarnació de Jesús, però la distinció entre l'Encarnació i el Nadal no es va elaborar fins a finals del segle ix, quan en alguns llocs el moment de l'Encarnació va ser identificat amb la concepció de Crist, és a dir, l'Anunciació del 25 de març.
Al continent europeu, l'Anno Domini va ser introduït com l'era triada en el Renaixement carolingi per Alcuí. El seu suport per l'emperador Carlemany i els seus successors popularitzar el seu ús i es va difondre per tot l'Imperi Carolingi. Segons l'Enciclopèdia Catòlica, els papes van continuar datant els documents d'acord amb els anys del seu regnat durant algun temps, però l'ús d'AD a poc a poc es va fer cada vegada més comú en els països catòlics dels segles xi al xiv. Els països ortodoxos només van començar a adoptar l'AD en lloc del calendari romà d'Orient el 1700, quan Rússia ho va fer, mentre que altres ho van adoptar als segles XIX i XX.
Tot i que l'ús d'Anno Domini estava generalitzat durant el segle ix, l'abans de Crist (o el seu equivalent) no va ser comú fins molt més tard. Beda va utilitzar l'expressió anno igitur ante incarnationem dominicam ("abans de l'Encarnació del Senyor") dues vegades. Un Anno an xpi Nativitate (l'any abans del naixement de Crist) es troba el 1474 en una obra d'un monjo alemany. El 1627, el teòleg jesuïta francès Denis Pétau (Dionysius Petavius en llatí), amb la seva obra De doctrina temporum, va popularitzar l'ús ante Christum  (llatí per a "abans de Crist") per marcar els anys anteriors a AD.

## Data acceptada
Aquesta numeració d'anys basada en l'era cristiana és predominant en molts llocs del món, així com en l'ús comercial i científic. Ha estat l'estàndard global durant dècades, sent reconeguda per institucions internacionals com les Nacions Unides i la Unió Postal Universal. Tal predominança es deu a la rellevància de la cristiandat en el món occidental i la influència d'aquest en la ciència, tecnologia i el comerç, així com pel fet que el calendari gregorià ha estat considerat durant força temps com astronòmicament correcte.

## Altres denominacions equivalents
En català, com ja s'ha comentat, en comptes de "Anno Domini", s'usa generalment l'expressió "després de Crist", abreujada com "dC".

### Era comuna
Per evitar la referència al cristianisme, fins i tot mantenint la datació cristiana, fou creada l'expressió vulgaris era.

### Anno Salutis
Anno Salutis, freqüentment traduït del llatí com "l'any de gràcia" o "l'any de la salvació", és una expressió equivalent a Anno Domini, perquè per al cristianisme el naixement de Jesús va significar l'inici de la salvació. Es tracta d'una expressió usada fins al segle xviii. Apareix sovint en una forma més elaborada com  Anno Nostrae Salutis  ("l'any de la nostra salvació", abreujat An Nos Sal), Anno Salutis Humanae ("l'any de la salvació dels homes", abreujat An Sal Hum.) o Anno Reparatae Salutis ("l'any de la salvació realitzada", abreujat An Rep Sal).